# アンビオリクス (競走馬)
アンビオリクス（Ambiorix II、1946年 - 1975年）はフランス生まれの競走馬及び種牡馬である。トウルビヨン産駒であり、競走馬としてグランクリテリウムなどに優勝し、種牡馬入り後はアメリカ合衆国に輸出され、同国のリーディングサイアーに輝いた。1940年生の同名の別馬がいたため、しばしばアンビオリクスIIと呼ばれる。

## 出自
アンビオリクスはマルセル・ブサック所有のフレスネルビュファール牧場で生まれており、父トウルビヨンは仏リーディングサイアーであり、母ラヴェンデュラはファロス産駒であり、アンビオリクスのほかにターントゥの母ソースサクリー (Source Sucree) やマイバブーの母パフューム(Perfume II)などを産んでいる。

## 競走馬時代
アンビオリクスはコロネーションなどと同じようにシャルル・センブラのもとで調教を受けており、2400メートル前後のヨーロッパクラシックディスタンスよりも1600メートルから2000メートルの中距離で活躍した。

### 1948年 (2歳時)
シャトゥー賞でデビューしたが、着外に終わった。渡英したグッドウッドのセルシーステークスで楽勝し初勝利を上げた後に、フランスの2歳最重要レースであるグランクリテリウムに優勝し、3戦2勝の成績で最優秀2歳牡馬に選出された。

### 1949年 (3歳時)
3歳時はサンクルーのグレフュール賞及びロンシャンのリュパン賞に勝利し、オカール賞及びジョッケクルブ賞で2着に入った。勝ち星はいずれも2000m戦であった。

## 種牡馬時代
競走馬引退後、距離適性からヨーロッパよりもアメリカの競馬で真価を発揮すると考えたマルセル・ブサックは250,000ドルでアンビオリクスをシンジケートに売り渡し、アンビオリクスはアーサー・ハンコックのクレイボーンファームで種牡馬入りした。生涯で51頭のステークスウィナーを輩出し、1961年には北米リーディングサイアーに輝いた。また、リボー産駒のラグーサの活躍により1963年には英愛リーディングブルードメアサイアーにも輝いた。
1972年に種牡馬を引退、その後老衰のため1975年に安楽死の処置がとられた。29歳であった。遺骸はクレイボーンファームの墓地に埋葬されている。

### 主な産駒
- Pleasure Seeker (USA,1966,鹿毛) - 1970 ハリウッドゴールドカップ
- Prego (USA,1959,黒鹿毛) - 1962 フラミンゴステークス
- High Voltage (USA,1952,芦毛)	- 1954年アメリカ2歳牝馬チャンピオン、1954 メイトロンステークス、1955 エイコーンステークス、コーチングクラブアメリカンオークスなど45戦13勝
- Cordially (USA,1962,鹿毛) - 1965 マザーグースステークス
- Rash Statement (USA,1957,黒鹿毛) - 1960スピンスターステークス
- Make Sail (USA,1957,黒鹿毛) - 1960 アラバマステークス、ケンタッキーオークス
- Pinjara (USA,1965,鹿毛) - 1969 センチュリーハンデキャップ
- Ambiopoise (USA,1958,鹿毛) - 1961 ジャージーダービー、ゴーサムステークス
- Sarcastic (USA,1957,鹿毛) - 1960 ガゼルハンデキャップ
- Fortunate Isle (USA,1959,黒鹿毛) - 1963 ミレイディハンデキャップ
- ヒッティングアウェー (USA,1958,鹿) - 1961 ウィザーズステークス、ドワイヤーステークス、1962 イクセルシアハンデキャップなど52戦13勝　※母Striking
- Amri-an (USA,1958,黒鹿毛) - 1960 デルマーデビュタントステークス
- Amber Morn (USA,1956,黒鹿毛) - 1960 ボーリンググリーンハンデキャップ
- Ambehaving (USA,1954,黒鹿毛) - 1956 レムゼンステークス
- Full Flight (USA,1951,鹿毛) - 1954 サラナクハンデキャップ
- Rehabilitate (USA,1963,鹿毛) - 1967 サンマルコスハンデキャップ
- No Resisting (USA,1960,鹿毛) - 1964 ヴェイグランシーハンデキャップ
- King Grail (1953)	 - 1956 ヴェントナーハンデキャップ
- Ambler (USA,1951,鹿毛) - 1954 英国ブルーリバンドトライアルステークス

### 母の父として
- Ragusa (GB,1960,鹿毛,Ribot) - 1963 アイリッシュダービー、キングジョージ6世&クイーンエリザベスステークス、セントレジャーステークス、1964 エクリプスステークス
- Poleax (USA,1965,鹿毛,The Axe) - 1968 ハリウッドダービー
- Trojan Bronze (USA,1971,黒鹿毛,Tobin Bronze) - 	1975 サンルイレイステークス
- Captain's Gig (USA,1965,黒鹿毛,Turn-to,母Make Sail) - 1967 フューチュリティステークス
- Great Power (USA,1964,黒鹿毛,Bold Ruler,母High Voltage) - 1966 サプリングステークス
- ステューペンダス (USA,1963,青毛,Bold Ruler) - 1967 ホイットニーステークス
- Bold and Brave (USA,1963,黒鹿毛,Bold Ruler) -1966 ジェロームハンデキャップ
- King of the Castle (USA,1966,鹿毛,Bold Ruler) - 1969 ルイジアナダービー
- Impressive (USA,1963,黒鹿毛,Court Martial,母High Voltage) -  1965 サラトガスペシャルステークス
- Selari (USA,1962,鹿毛,Prince John) - 1966 グレイラグハンデキャップ
- クレアーブリッジ (USA,1967,鹿毛,Quadrangle) - 繁殖牝馬

## 血統表
| アンビオリクスの血統     | アンビオリクスの血統                                    | アンビオリクスの血統                                    | （血統表の出典）                                        | （血統表の出典） |
| 父系                     | トウルビヨン系                                          | トウルビヨン系                                          | トウルビヨン系                                          | [ § 2 ]          |
| 父 Tourbillon 1928 鹿毛  | 父の父Ksar 1918 栗毛                                    | Bruleur                                                 | Chouberski                                              | Chouberski       |
| 父 Tourbillon 1928 鹿毛  | 父の父Ksar 1918 栗毛                                    | Bruleur                                                 | Basse Terre                                             |                  |
| 父 Tourbillon 1928 鹿毛  | 父の父Ksar 1918 栗毛                                    | Kizil Kourgan                                           | Omnium                                                  | Omnium           |
| 父 Tourbillon 1928 鹿毛  | 父の父Ksar 1918 栗毛                                    | Kizil Kourgan                                           | Kasbah                                                  |                  |
| 父 Tourbillon 1928 鹿毛  | 父の母Durban 1918 鹿毛                                  | Durbar                                                  | Rabelais                                                | Rabelais         |
| 父 Tourbillon 1928 鹿毛  | 父の母Durban 1918 鹿毛                                  | Durbar                                                  | Armenia                                                 |                  |
| 父 Tourbillon 1928 鹿毛  | 父の母Durban 1918 鹿毛                                  | Banshee                                                 | Irish Lad                                               | Irish Lad        |
| 父 Tourbillon 1928 鹿毛  | 父の母Durban 1918 鹿毛                                  | Banshee                                                 | Frizette                                                |                  |
| 母 Lavendula 1930 黒鹿毛 | 母の父Pharos 1920 黒鹿毛                                | Phalaris                                                | Polymelus                                               | Polymelus        |
| 母 Lavendula 1930 黒鹿毛 | 母の父Pharos 1920 黒鹿毛                                | Phalaris                                                | Bromus                                                  |                  |
| 母 Lavendula 1930 黒鹿毛 | 母の父Pharos 1920 黒鹿毛                                | Scapa Flow                                              | Chaucer                                                 | Chaucer          |
| 母 Lavendula 1930 黒鹿毛 | 母の父Pharos 1920 黒鹿毛                                | Scapa Flow                                              | Anchora                                                 |                  |
| 母 Lavendula 1930 黒鹿毛 | 母の母Sweet Lavender 1923 栗毛                          | Swynford                                                | John o'Gaunt                                            | John o'Gaunt     |
| 母 Lavendula 1930 黒鹿毛 | 母の母Sweet Lavender 1923 栗毛                          | Swynford                                                | Canterbury Pilgrim                                      |                  |
| 母 Lavendula 1930 黒鹿毛 | 母の母Sweet Lavender 1923 栗毛                          | Marchetta                                               | Marco                                                   | Marco            |
| 母 Lavendula 1930 黒鹿毛 | 母の母Sweet Lavender 1923 栗毛                          | Marchetta                                               | Hettie Sorrel                                           |                  |
| 母系(F-No.)              | (FN:1-w)                                                | (FN:1-w)                                                | (FN:1-w)                                                | [ § 3 ]          |
| 5代内の近親交配          | Omnium S4×S5、Canterbury Pilgrim M4×M5、St. Simon S5×M5 | Omnium S4×S5、Canterbury Pilgrim M4×M5、St. Simon S5×M5 | Omnium S4×S5、Canterbury Pilgrim M4×M5、St. Simon S5×M5 | [ § 4 ]          |
| 出典                     | 1. 2. 3. 4.                                             | 1. 2. 3. 4.                                             | 1. 2. 3. 4.                                             | 1. 2. 3. 4.      |